# Ondansetron
Ondansetron ist ein Antiemetikum, d. h. ein Arzneistoff der gegen Übelkeit, Brechreiz und Erbrechen wirksam ist. Die Substanz aus der Gruppe der Setrone vermittelt ihre antagonistische Wirkung über die selektive Blockade der zentralen 5-HT3-Rezeptoren.

## Pharmakologie

### Anwendungsgebiete
Ondansetron wird als antiemetische Begleitmedikation in der zur Tumorbekämpfung eingesetzten Zytostatika- oder während der Strahlentherapie eingesetzt. Ebenso ist es angezeigt zur Behandlung des postoperativen Erbrechens. Es lindert auch wirksam Übelkeit und Erbrechen, die durch Gastroenteritis verursacht werden. Für diese Anwendungen steht Ondansetron in Form von Filmtabletten, Injektionslösung und als Schmelztablette zur Verfügung.
Bisher gibt es keine Zulassung für die Verwendung beim so genannten Schwangerschaftserbrechen. Es wird vor der Einnahme im ersten Trimenon wegen der Gefahr von Fehlbildungen gewarnt. Wie bei anderen 5-HT3-Rezeptoren ist eine positive Wirkung beim Reizdarmsyndrom belegt. Anwendung in der Reizdarmtherapie findet Ondansetron allerdings nur selten.

### Wirkmechanismus
Im Gegensatz zu anderen Antiemetika zeigt Ondansetron keine nennenswerten Effekte an Dopamin-, Histamin- oder Muskarinrezeptoren.
Ondansetron vermittelt seine Erbrechen hemmenden Effekte über eine Hemmung der Serotonin-Wirkung an 5-HT3-Rezeptoren. Serotonin wird in großer Menge aus enterochromaffinen Zellen, insbesondere als Folge einer Zytostatika- oder Strahlentherapie, freigesetzt. Das ausgeschüttete Serotonin führt über eine Aktivierung von 5-HT3-Rezeptoren des viszeralen afferenten Vagus und ferner auch im Brechzentrum des Zentralnervensystems zu einer Aktivierung des Brechreflexes. Daher zeigt Ondansetron eine gute antiemetische Wirksamkeit in der Chemo- oder Strahlentherapie von Tumorerkrankungen, jedoch nur wenig Wirkung bei der Behandlung der Reisekrankheit.

### Nebenwirkungen
Während der Anwendung von Ondansetron können u. a. Kopfschmerzen, Wärmegefühl, Flush, Bewegungsstörungen und Krämpfe auftreten. Ebenso sind Sehstörungen und Störungen der Okulomotorik möglich. Über ein gelegentliches Auftreten von Herzrhythmusstörungen aufgrund Verlängerung der QT-Zeit wurde ebenfalls berichtet, weswegen im Juli/August 2012 auch eine Einschränkung der Zulassung erfolgte (bei erwachsenen Menschen maximal 16 mg intravenös über mindestens 15 Minuten). Im Juli 2013 veröffentlichte der Hersteller GlaxoSmithKline Deutschland (GSK) in einem Informationsbrief erneut wichtige Informationen für Fachkreise zu Ondansetron (ZOFRAN® und Generika) zur dosisabhängigen Verlängerung des QTc-Intervalls.
Durch Verlangsamung der Dickdarmpassage als Folge der Hemmung prokinetischer 5-HT3-Rezeptoren im Magen-Darm-Trakt kann es zu Verstopfungen kommen.
Zudem kann es zu einem Anstieg der Leberenzyme kommen.
Im Oktober 2019 erschien ein Rote-Hand-Brief, demzufolge Ondansetron bei Verabreichung während des ersten Schwangerschaftsdrittels zu Fehlbildungen im Mund- und Gesichtsbereich des ungeborenen Kindes führen kann.

### Wechselwirkungen
Ondansetron wird über das Cytochrom-P450-Enzymsystem, insbesondere über CYP3A4, CYP2D6 und CYP1A2, verstoffwechselt. Dennoch bestehen keine nennenswerten Interaktionen mit üblicherweise gleichzeitig angewendeten Arzneistoffen. CYP3A4-Induktoren, wie Phenytoin, Carbamazepin und Rifampicin können jedoch den Abbau von Ondansetron beschleunigen.

## Isomerie
Ondansetron enthält ein Stereozentrum, es gibt also Enantiomere. Es ist als Racemat [1:1-Gemisch der (R)- und der (S)-Form] im Handel, obwohl die unterschiedliche pharmakologische Wirkung von Enantiomeren allgemein akzeptiert ist.

## Handelsnamen
Monopräparate
Axisetron (D), Cellondan (D), Ondansan (A), Zofran (D, A, CH), Zotrix (A), zahlreiche Generika (D, A, CH)